# Burulska razjeda
Burulska razjeda ali burulski ulkus (znana tudi kot razjeda Bairnsdale, razjeda Searls ali razjeda Daintree ) je nalezljiva bolezen, ki jo povzroča Mycobacterium ulcerans. Zgodnjo fazo okužbe zaznamuje neboleč vozlič ali oteklina. Ta vozlič se lahko razvije v razjedo. Razjeda je v notranjosti lahko večja kot na površini kože  in je lahko obdana z oteklino. Ob napredovanju bolezni lahko pride do okužbe kosti. Burulska razjeda se najpogosteje pojavi na rokah in nogah; vročina ni običajna.

## Vzrok
M. ulcerans izloča toksin, znan kot mikolakton, ki negativno vpliva na delovanje imunskega sistema in povroča celično smrt. Bakterije iz iste družine povzročajo tudi tuberkulozo in gobavost (M. tuberculosis in  M. leprae). Ni znano, kako se bolezen širi. Pri širjenju bolezni so morda prisotni tudi vodni viri. V letu 2013 še ni bilo učinkovitega cepiva.

## Zdravljenje
Pri zgodnjem zdravljenju osem tednov z antibiotiki je učinkovitost zdravljenja 80-%. Pri zdravljenju se pogosto uporabljata zdravili rifampicin in streptomicin. Namesto streptomycina se včasih uporabljata  klaritromicin ali moksifloksacin. Druga zdravljenja lahko vključujejo izrezovanje razjede. Ko je okužba ozdravljena, se na prizadetem območju običajno pojavlja brazgotina.

## Epidemiologija
Burulska razjeda se najpogosteje pojavlja v ruralnih področjih podsaharske Afrike, še posebej v Slonokoščeni obali, pojavlja pa se tudi v Aziji, na področju zahodnega Pacifika in v Amerikah. Primeri bolezni so bili zaznani v 32 državah. Vsako leto se pojavi pet do šest tisoč primerov. Bolezen se prav tako pojavlja pri številnih živalih. Prvi je bolezen opisal Albert Ruskin Cook leta 1897.